# Mjóifjörður

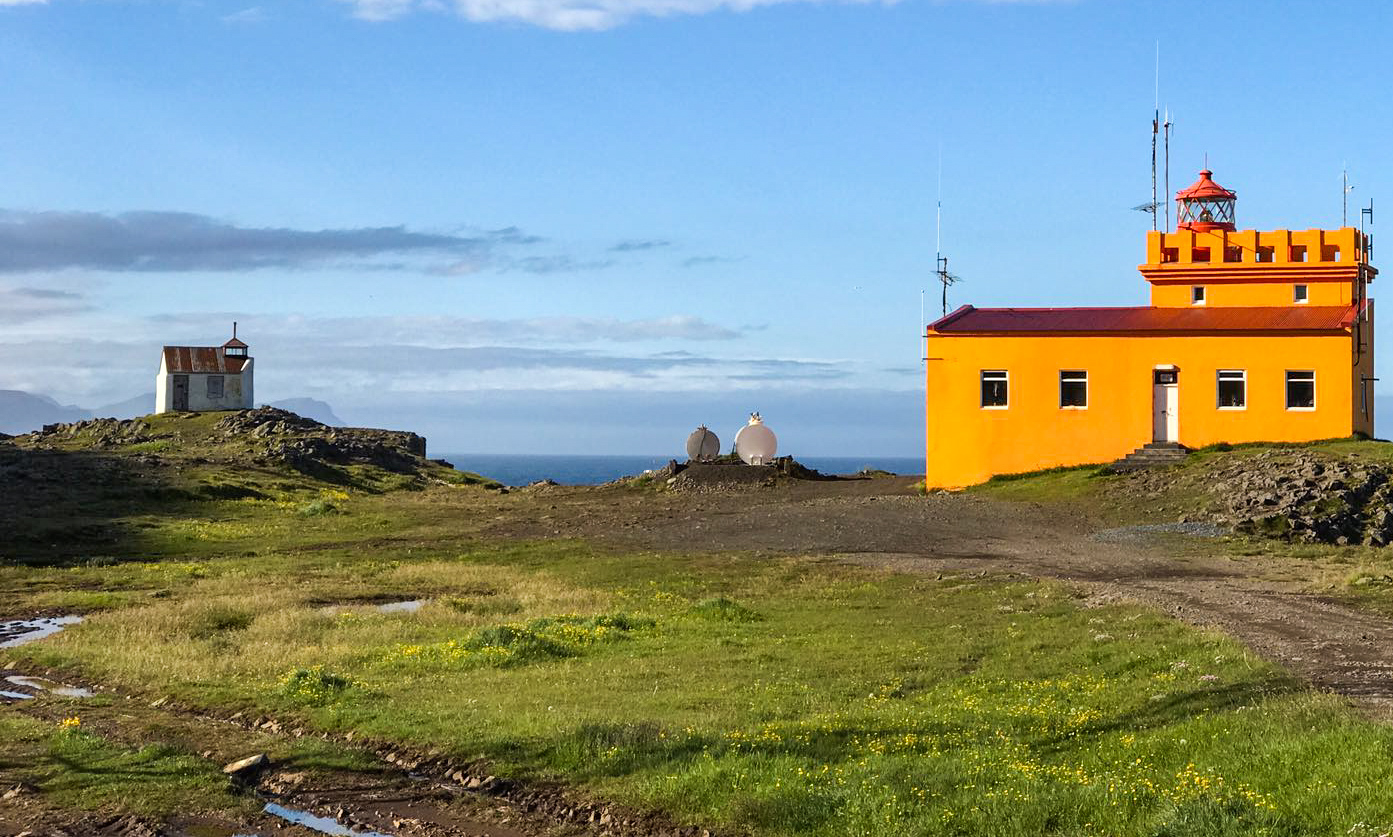
Dvojice majáků Dalatangi

Mjóifjörður (v překladu Úzký fjord) je malá vesnice na východě Islandu, na severním pobřeží stejnojmenného fjordu. Do roku 2006 ležela v obci Mjóafjarðarhreppur, ta ale byla 9. června 2006 spolu s obcemi Austurbyggð a Fáskrúðsfjarðarhreppur připojena k obci Fjarðabyggð. V roce 2008 zde žilo 35 obyvatel.
Na počátku 20. století se sem z poloostrova Vestfirðir přesunuli norští velrybáři. V místním fjordu byly vybudovány dvě velrybářské stanice, jedna z nich v Mjóifjörðuru. V době největšího rozkvětu měly až 200 zaměstnanců. Během 12 let bylo uloveno na 5200 velryb.
Nedaleko se nachází dvojice majáků Dalatangi. Jen 100 metrů od jednopodlažního štukovaného z roku 1895, který je nejstarším dochovaným majákem na východě Islandu, byl v roce 1959 přistavěn nový betonový maják s nízkou věží.